# João Chianca
João Vítor de Azeredo Chianca, também conhecido como "Chumbinho" (Saquarema, 30 de agosto de 2000) é um surfista profissional brasileiro que atua na ASP World Tour (WCT). Irmão mais novo de Lucas Chumbo e filho de Gustavo Chumbão teve sua estreia na principal competição do surfe em 2022. Na temporada de 2023, foi semifinalista nas duas primeiras competições da temporada no Havaí e conquistou seu primeiro título na etapa de Portugal em Peniche, na praia de Supertubos. Com este resultado, é atualmente o segundo colocado no ranking mundial do surfe.